# Joachim (arcybiskup Cypru)
Joachim – zwierzchnik Cypryjskiego Kościoła Prawosławnego w latach 1821–1824.

## Życiorys
Na arcybiskupa Nowej Justyniany i całego Cypru został wybrany w grudniu 1821, pół roku po śmierci swojego poprzednika Cypriana, straconego przez Turków pod zarzutem poparcia powstania narodowyzwoleńczego w Grecji. Jego chirotonię biskupią, z powodu braku hierarchii Kościoła cypryjskiego (razem z arcybiskupem Cyprianem zginęło trzech metropolitów), przeprowadzili biskupi z Patriarchatu Antiochii. 
Joachim został zmuszony przez władze tureckie do zrzeczenia się urzędu w kwietniu 1824.